# La Florida (distrito)
La Florida é um distrito do Peru, departamento de Cajamarca, localizada na província de San Miguel.

## Transporte
O distrito de La Florida é servido pela seguinte rodovia:
- PE-1NI, que liga a cidade de Lagunas (Lambayeque) ao distrito de Bolívar [1][2][3]